# Petros Kokalis
Petros S. Kokalis, gr. Πέτρος Σ. Κόκκαλης (ur. 26 lutego 1970 w Atenach) – grecki przedsiębiorca, działacz piłkarski i polityk, poseł do Parlamentu Europejskiego IX kadencji.

## Życiorys
Jego dziadek Petros był działaczem komunistycznym, członkiem nieuznanego rządu tymczasowego powołanego w trakcie wojny domowej. Jego ojciec Sokratis został potentatem biznesowym i działaczem sportowym. Petros Kokalis kształcił się w Stanach Zjednoczonych. Ukończył historię w Hampshire College, został też absolwentem John F. Kennedy School of Government na Uniwersytecie Harvarda. Zawodowo związany z rodzinnym biznesem, został m.in. konsultantem do spraw marketingu w przedsiębiorstwie Intralot. Objął też funkcje wiceprezesa rodzinnej fundacji oraz prezesa pozarządowego centrum edukacyjno-badawczego w Atenach. Aktywny także jako działacz piłkarski w posiadanym przez ojca klubie Olympiakos SFP. Był w nim menedżerem do spraw marketingu (1994–1996), głównym menedżerem (1996–2006) i dyrektorem generalnym (2007–2008). W latach 2006–2007 pełnił funkcję pierwszego prezesa ligi piłkarskiej Superleague Ellada. Został też członkiem rady doradczej przy UEFA.
W latach 2014–2019 był radnym Pireusu. W 2019 wystartował z listy Syrizy w wyborach europejskich, uzyskując w nich mandat posła do PE IX kadencji. W 2023 zrezygnował z członkostwa w Syrizie.